# Буди (станція)
Буди — проміжна станція 5-го класу Харківського залізничного вузла Південної залізниці. Розташована у смт Буди Харківського району Харківської області. Відноситься до Харківської дирекції Південної залізниці.
Відстань до станції Люботин — 9 км, Мерефа — 9 км.
На станції зупиняються лише приміські електропотяги (ЕР2, ЕР2Р, ЕР2Т).

## Історія
Станція була відкрита 1870 року для обслуговування будівництва самого міста, а згодом Харківського коксохімічного заводу і Будянського порцеляно-фаянсового заводу. Станцію було електрифіковано у 1978 році під час електрифікації лінії Мерефа — Люботин — Мерчик.

## Шляховий розвиток
Станція має 5 приймально-відправних колій. Існує 2 платформи. Головні колії — І та ІІІ, ІІ та IV — вантажні колії. V колія використовується для маневрових робіт.
У часи роботи Будянського фарфоро-фаянсового заводу станція головним чином здійснювала вантажні операції цього заводу.

## Споруди
На платформі розташована дерев'яна будівля вокзалу 1870 року, яка є історичною пам'яткою.
Також на станції є приміщення СЦБ.

## Галерея

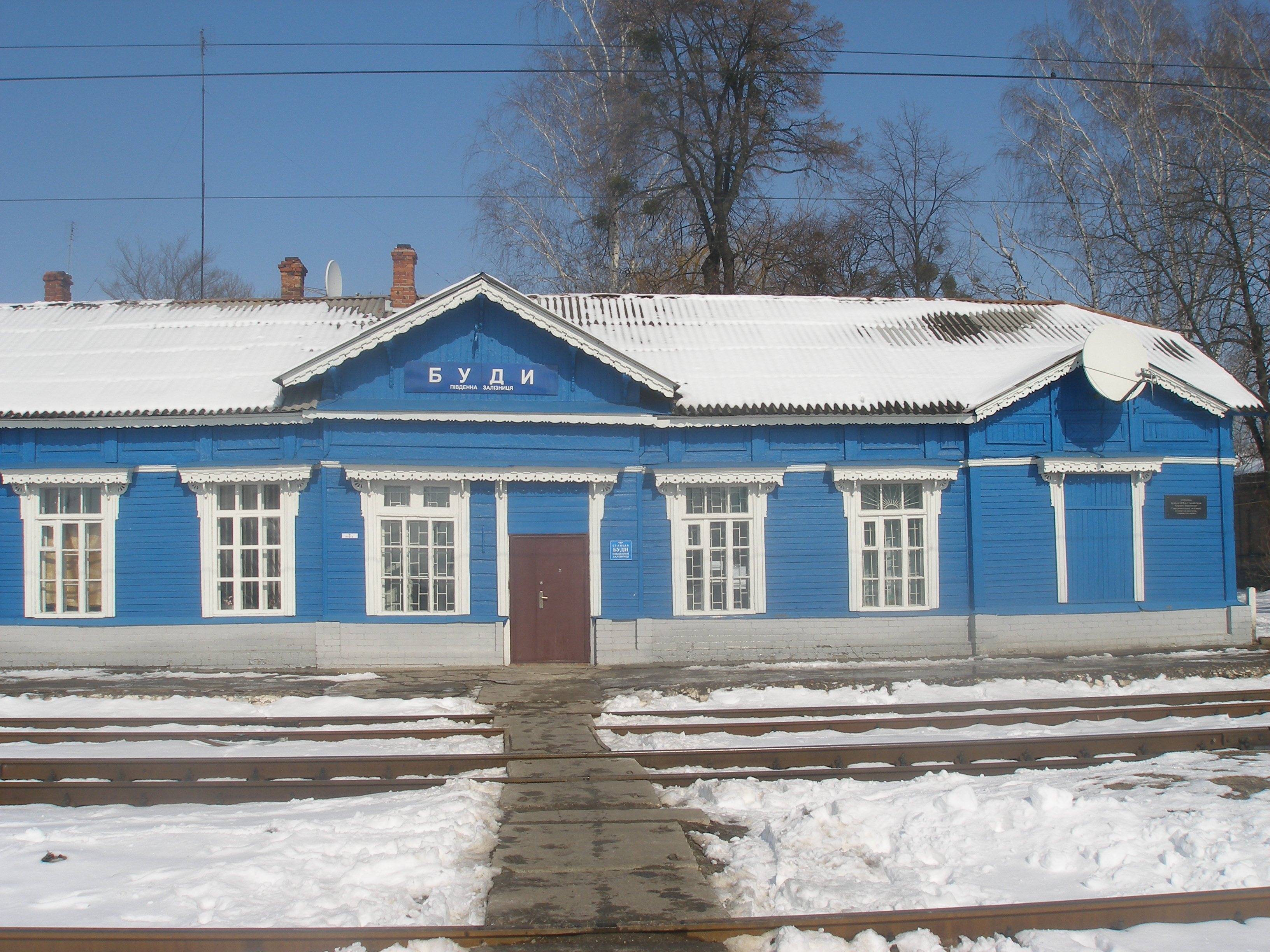
Будівля вокзалу
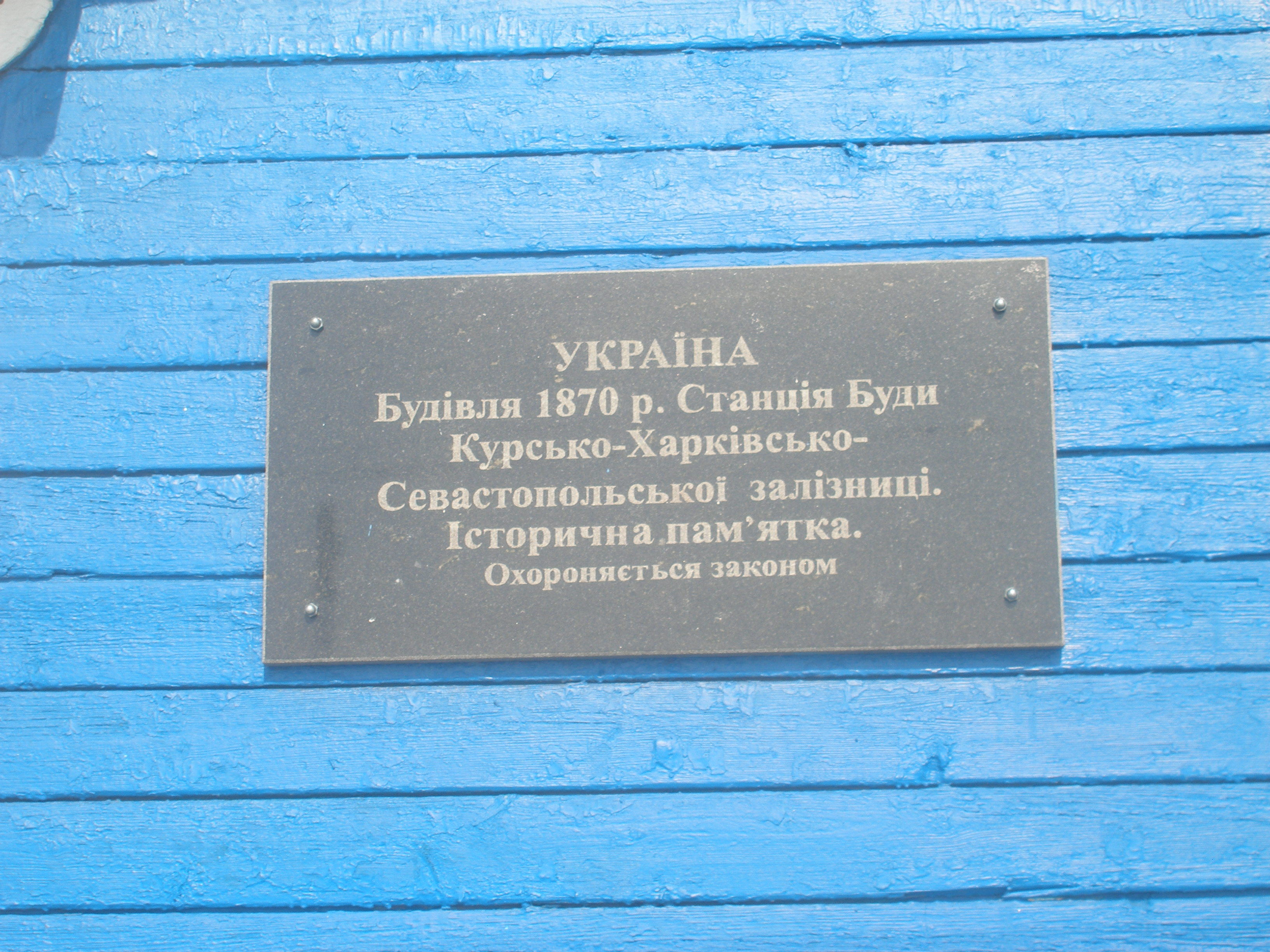
Меморіальна дошка
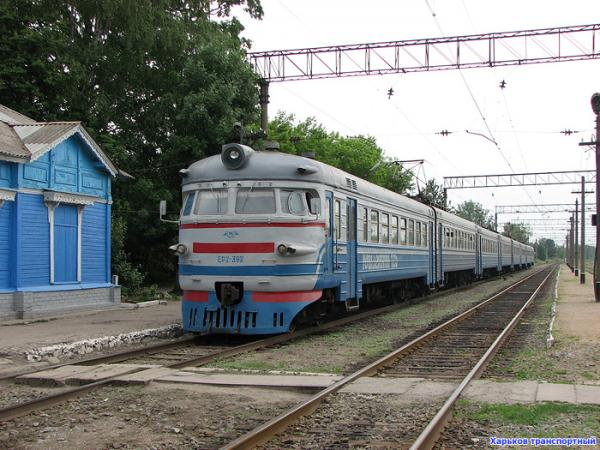
Електропоїзд ЕР2
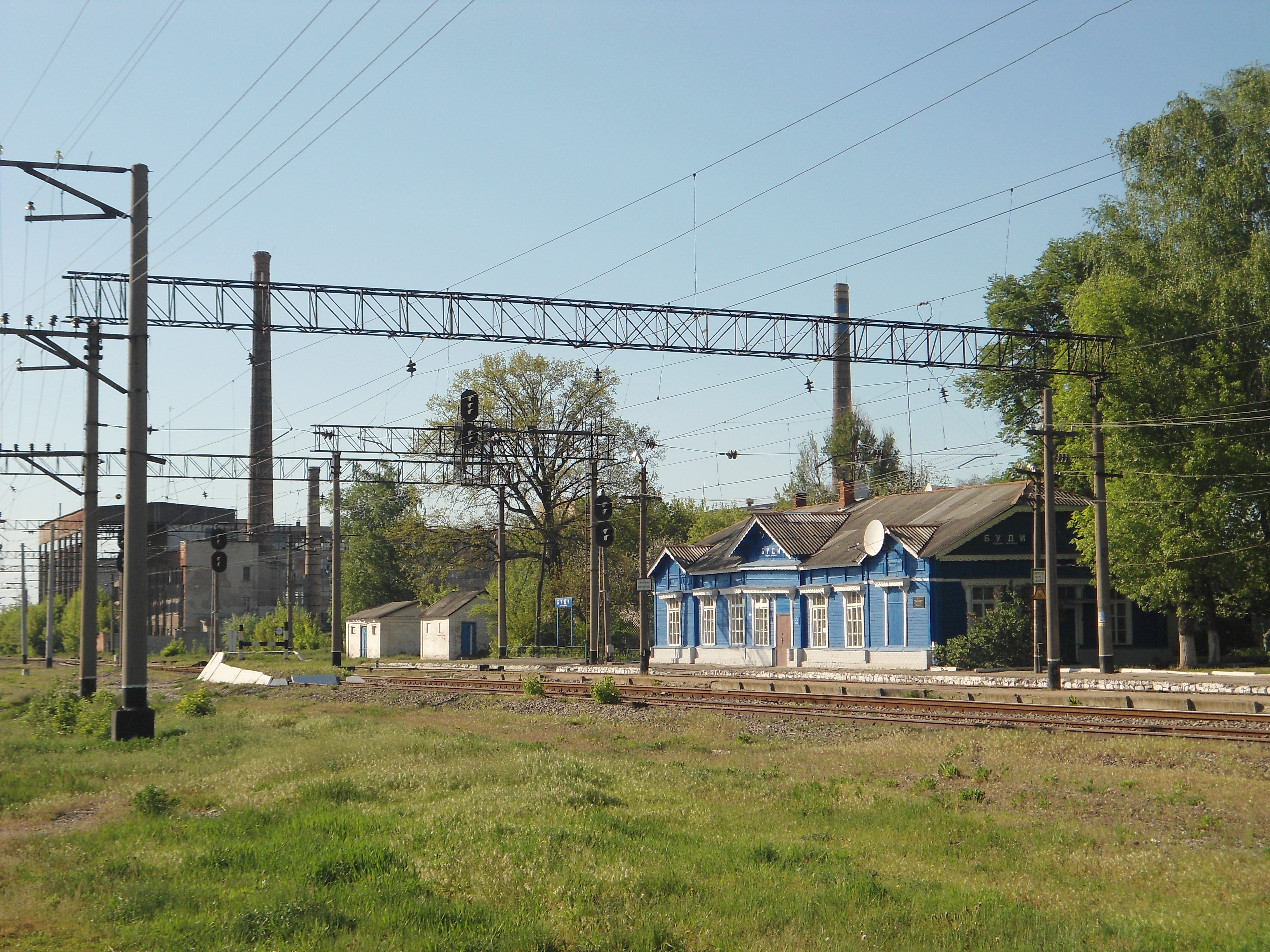
Станція Буди